# 安托万·德·蒙克雷蒂安
安托万·德·蒙克雷蒂安（法語：Antoine de Montchrestien，法語發音：[ɑ̃twan də mɔ̃kʁetjɛ̃]；1575年—1621年）,是一位法国诗人，剧作家及经济学家。1575年出生于法国卡尔瓦多斯省法莱斯， 1621年10月7日死于法国卢瓦-谢尔省图拉耶。
他在著作《政治经济论述》（Traité d’économie politique）中提出了“政治经济学”一词及其概念。这一概述特别指出了在国家范围内财富的生产以及分配的科学。《政治经济论述》分为四个主要部分：手工制造业，商业贸易， 航海以及对君王护理。这一著作代表了17世纪发展起来的重商主义。